# Cambrils
Cambrils est une commune de la province de Tarragone, en Catalogne, en Espagne, de la comarque de Baix Camp.
Située au centre de la région touristique de la Costa Dorada, Cambrils est entourée par les chaines montagneuses de Llaberia, d'Argentera et de la Mussara. Elle est la deuxième commune la plus peuplée de la contrée du Baix Camp.

## Géographie

### Localisation
La commune de Cambrils est située dans la comarque du Baix Camp, au sud-ouest de la région du Camp de Tarragone. Cambrils est limitée au sud et à l'est par la mer Méditerranée, au nord par Montbrió del Camp et Riudoms et à l'ouest par Mont-roig del Camp. Elle est de plus presque séparée en deux parties ouest et est par Vinyols i els Arcs.
| Montbrió del Camp                   | Vinyols i els Arcs | Vila-seca        |
| Mont-roig del Camp                  | Cambrils           | Salou            |
| Mont-roig del Camp mer Méditerranée | mer Méditerranée   | mer Méditerranée |

### Géologie et relief
Le territoire de Cambrils est situé dans la plus basse partie de la plaine de la province de Tarragone, et est majoritairement plat, avec une légère pente d'environ 2 % de moyenne, du nord au sud. L'altitude ne dépasse pas 70 mètres ; la zone urbaine est en moyenne à 14,6 mètres d'altitude (altitude de la gare).

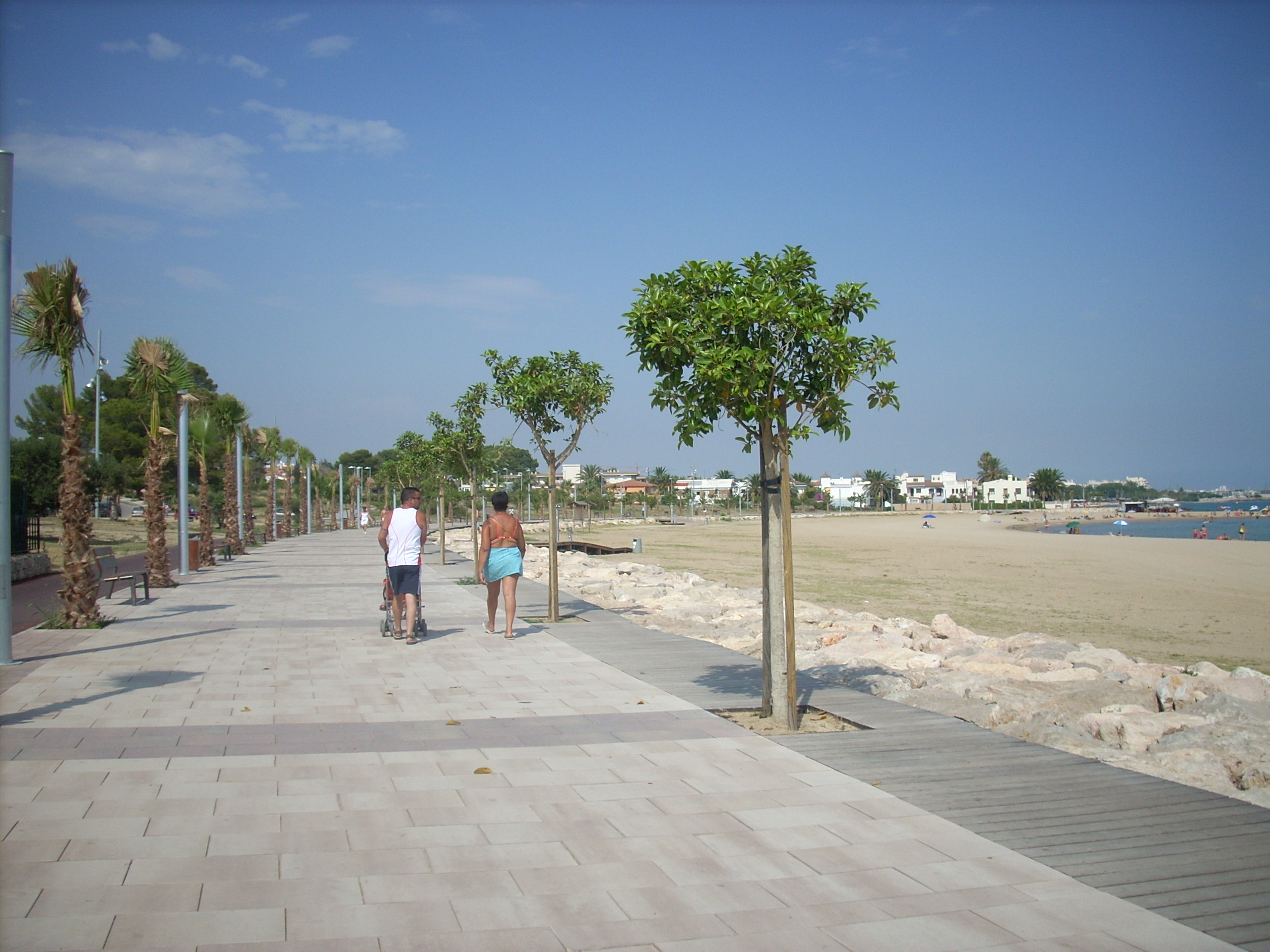
Promenade littorale de Cambrils.

### Climat
La ville de Cambrils bénéficie d'un climat doux, avec des températures moyennes durant l'été de 25 °C et de 12 °C en hiver. La moyenne d'humidité annuelle oscille entre le 69 % et le 75 %. Les étés sont doux avec une température maximale au mois d'août de 26,7 °C. L'hiver, la température minimale est de 5,7 °C au mois de janvier.

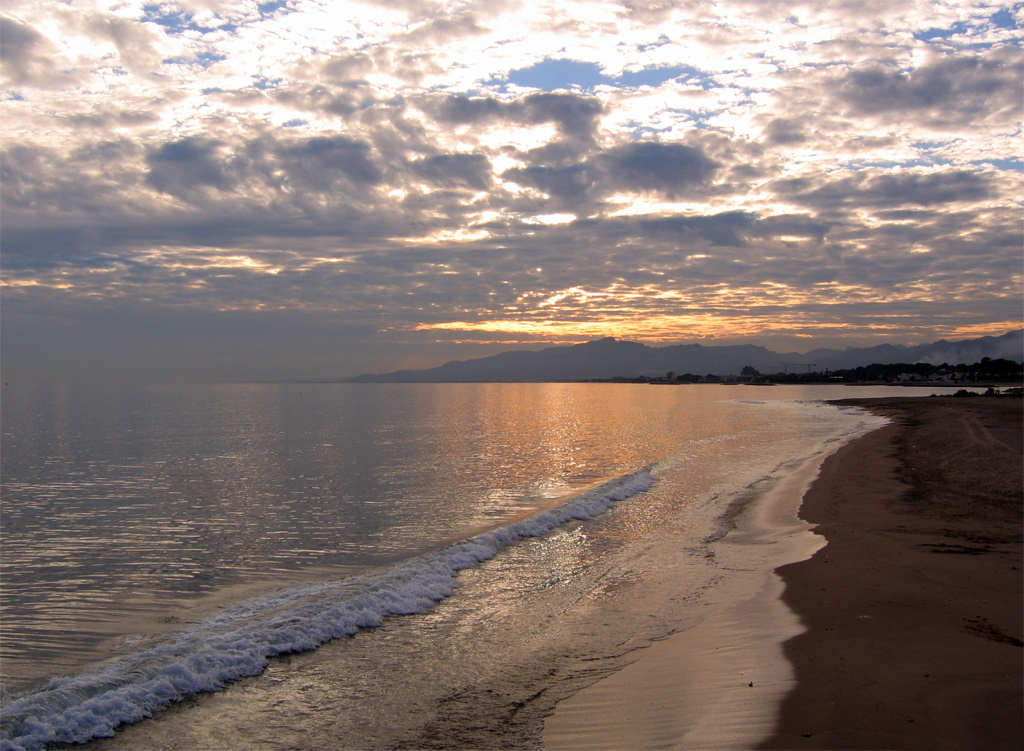
Coucher du soleil sur une des plages de Cambrils.

## Histoire

### Préhistoire
Dans le gisement et la zone archéologique du Cavet ont été trouvés les restes de l'une des communautés néolithiques agricoles les plus anciennes de la péninsule Ibérique. Des restes du néolithique ont également été découvert dans le secteur de Vilafortuny.

### Époque ibérique
Cambrils fut intégrée à l'intérieur des territoires Ibères, de la tribu des Cessetani ou Kessetains. Cette tribu peuplait les cantons du Champ de Tarragone dans cette époque, qui avait comme une des cités principales nommée Kesse (ou Tarakon), l'actuelle ville de Tarragone. Dans la commune de Cambrils, on a seulement pu trouver  les restes de céramique ibérique, qui permet de projeter l'hypothèse d'un indice d'un petit hameau habité, à l'actuel petit château de Vilafortuny.

### Époque romaine
Elle commence au IIIe siècle apr. J.-C. avec la guerre punique et finit avec l'invasion des Wisigoths. Des restes et des ruines ibéro-romaines découverts sur la commune montrent que Cambrils était très peuplée. Ces restes romains ont été trouvés dans le secteur du Cap de Sant Pere (des restes de constructions), dans le secteur de la Pujada de Na Ponsa (débris de bâtiments), dans les quartiers des Tallats, du Mas d'en Bosc et d'Esquirols (des restes de villes romaines) ; des enterrements dans le quartier de la Parellada (Av. du Millénaire ; rue de Gaudi...) ; des colonnes le long de la Via Augusta (voie romaine qui allait du Perthus à Cadix et qui traverssait Cambrils). Le gisement romain le plus significatif est la villa romaine de la LLosa. Trouvé au début des années 1980, on a fait des campagnes d'excavations qui ne sont pas encore finies et on a pu déterminer qu'il a existé une grande villa ibéro-romaine entre le Ier siècle av. J.-C. jusqu'au VIe siècle apr. J.-C. De plus, ces dernières années ont été trouvées quelques phases d'utilisation de l'espace actuellement occupé par le gisement, qui comprend une fabrique de salaisons, un lieu de résidence, des fours, des restes de thermes privés ou d'une petite nécropole de l'époque du Bas-Empire romain.

### Époques wisigoth et musulmane
Cambrils connaît le même sort que la ville de Tarragone entre les Ve et IXe siècles. En 476, après la chute de l'Empire romain, Tarraco et tout son territoire sont occupés par les Wisigoths et le roi Euric. Il n'y a aucune preuve de la destruction et apparemment la prise de la ville fut relativement calme. Il est probable que les Wisigoths reprenaient des structures existant en imposant une classe supérieure autochtone hispano-romaine. L'existence de tombes chrétiennes dans cette période semble le confirmer.
Tarragone fut conquis par l'invasion arabo-berbère entre 714 et 716. Il a fait l'objet du débat si la conquête a été pacifique, ou après un siège et le pillage ultérieur. Cette dernière thèse serait approuvée par la fuite bien documentée de l'évêque Prospère, mais en revanche il n'y a pas des preuves archéologiques montrant une interruption soudaine de la vie quotidienne. L'absence de quelques évêques, ainsi que la situation éloignée en relation avec les centres du pouvoir autant musulmans comme chrétiens, la proximité de la frontière entre les comtés catalans et les Émirats musulmans, expliquerait un rapide déclin suivi de plusieurs siècles d'insignifiance. C'était une époque de presque dépeuplement complet. La valeur symbolique de l'ancienne Tarraco et de son territoire, fut pour les Catalans, comme un stimulant des preuves de tentatives de récupération de la reconquête chrétienne entre le IXe  et le  XIIe siècle (diverse temptative de Charlemagne contre Tortose), mais les campagnes qui créent la Marche hispanique de Charlemagne et des Carolingiens n'est jamais parvenu à consolider Tarragone et ses alentours comme une contrée sûre et stable aux mains des chrétiens. La Marche hispanique carolingienne se transformera rapidement en plusieurs comtés (Ausone, Gérone, Ampurias, Pallars, Ribagorza, etc.), et ce sera celui de Barcelone qui sera le plus puissant et aglutinateurs des autres, et qui donnera naissance à la Catalogne. Le comte de Barcelone, Borrell II, se proclame « Prince de Tarragona » à l'an 960, mais les tentatives successives de consolidation chrétienne sur la ville restent précaires, du moins jusqu'au XIIe siècle.

### Histoire moderne
La ville avec le nom de Cambrils apparaît documentée pour la première fois en septembre 1152 quand le comte de Barcelone Raimond-Bérenger IV, une fois reconquise Tarragone et toute sa contrée au roi musulman de Tortose, avait fait livraison de la moitié du lieu au chevalier Ponç de Regomir. Les terres lui étaient données avec l'obligation d'y édifier une tour ou un château. Une série de problèmes qui ne sont pas restés très clairs ont fait qu'en 1154, le seigneur du comté de Barcelone ordonna que les terres passassent aux mains de Bertran de Cambrils. En février de l'an 1155, une charte de population a été octroyée par Raimond-Bérenger IV qui s'est réservé les droits de la seigneurie. À la même époque, Vilafortuny est mentionné pour première fois dans la Charte de Cambrils de 1152, où il est précisé que le lieu appartenait à Guillem de Fortuny, et fut cité de nouveau comme limitant Cambrils en l'an 1178. Le lieu avait été donné directement par Raimond-Bérenger IV et postérieurement a eu plusieurs seigneurs (en 1378 c'était de Joan de Olzinelles, et en 1442 c'était Galceran Desprats, lequel obtint du conseil de Tarragone les franchises pour tout le monde qui alla repeupler Vilafortuny.
La Charte de Cambrils a été confirmée en 1178 par son fils Alphonse Ier, comte de Barcelone et en même temps roi d'Aragon, qui a réaffirmé la donation à ses habitants avec l'obligation de se charger du repeuplement du lieu de Cambrils. Il semble que la municipalité et sa garnison aient eu une grande importance puisque, en 1202, le comte de Barcelone et roi d'Aragon Pierre II d'Aragon dit le Catholique a sollicité des autorités locales de Cambrils qu'elles l'aident à la défense du canton d'Alfama (à mi-chemin entre Tarragone et Tortose). En 1229, les armées catalanes du roi Jaime Ier (Jacques Ier le conquérant) ont embarqué au port de Cambrils, ainsi que de Salou et de Tarragone, et sont parties à la conquête de royaume musulman de l'ile de Majorque. Quelques habitants ont partagé cette conquête ainsi que dans le repeuplement postérieur du royaume musulman de Valence.
En 1359, à l'occasion de la guerre entre Castille et Aragon, la ville est entourée de murailles. La population voisine de Montbrió del Camp, qui dans un moment indéterminé durant le Moyen Âge s'est incorporé à la seigneurie royale de Cambrils, fut obligée de coopérer à la construction des murailles de Cambrils. À l’époque, Cambrils et Montbrió étaient des villes royales considérées comme « Rues de Barcelone ». Il faut dire qu'au début du XVIIe siècle, Montbrió a signé une concorde avec Cambrils et une fois délimitées les limites entre les deux municipalités, se sont séparées.
L'an 1376, devant le château fort de Vilafortuny, les troupes royales vainquirent celles de l'archevêque et la ville de Tarragone. En 1378 il y avait 17 foyers à Vilafortuny et ils formaient une part de la commune du Champ de Tarragone. Le 1391 l'archevêque acquit tous les droits que sur Vilafortuny avait le roi. En 1413 à Vilafortuny il n'y en avait que 4 foyers, 1 en 1497, 7 en 1515 et 3 en 1553.
En 1470, le roi Jean II d'Aragon a fait une donation de la limite au duc de Cardona. La donation a été faite comme châtiment contre la ville de Cambrils pour avoir pris parti du côté de la Généralitat de la Catalogne contre l'armée du roi durant la guerre civile catalane (1462-1472). Ce Duc créa la baronnie de Cambrils, qui a maintenu ses droits de forme tyrannique, faisant qu'en 1520, plusieurs centaines d'habitants de Cambrils allèrent à Barcelone demander de la Justice et le soutien des Barcelonais, pour retourner à la seigneurie royale. L'entrée des habitants de Cambrils dans Barcelone provoqua une révolte pour défendre les habitants de Cambrils. Les nombreuses plaintes ne finiront qu'en 1587, quand finalement Cambrils retourna à la seigneurie royale. Cambrils a aussi appartenu au groupe de villes et des municipalités de la juridiction de Tarragone, aussi appelée la Commune du Camp.
Au mois de juillet 1582, sept galions barbaresques débarquèrent sur la côte et leurs troupes détruisirent le château fort de Vilafortuny.

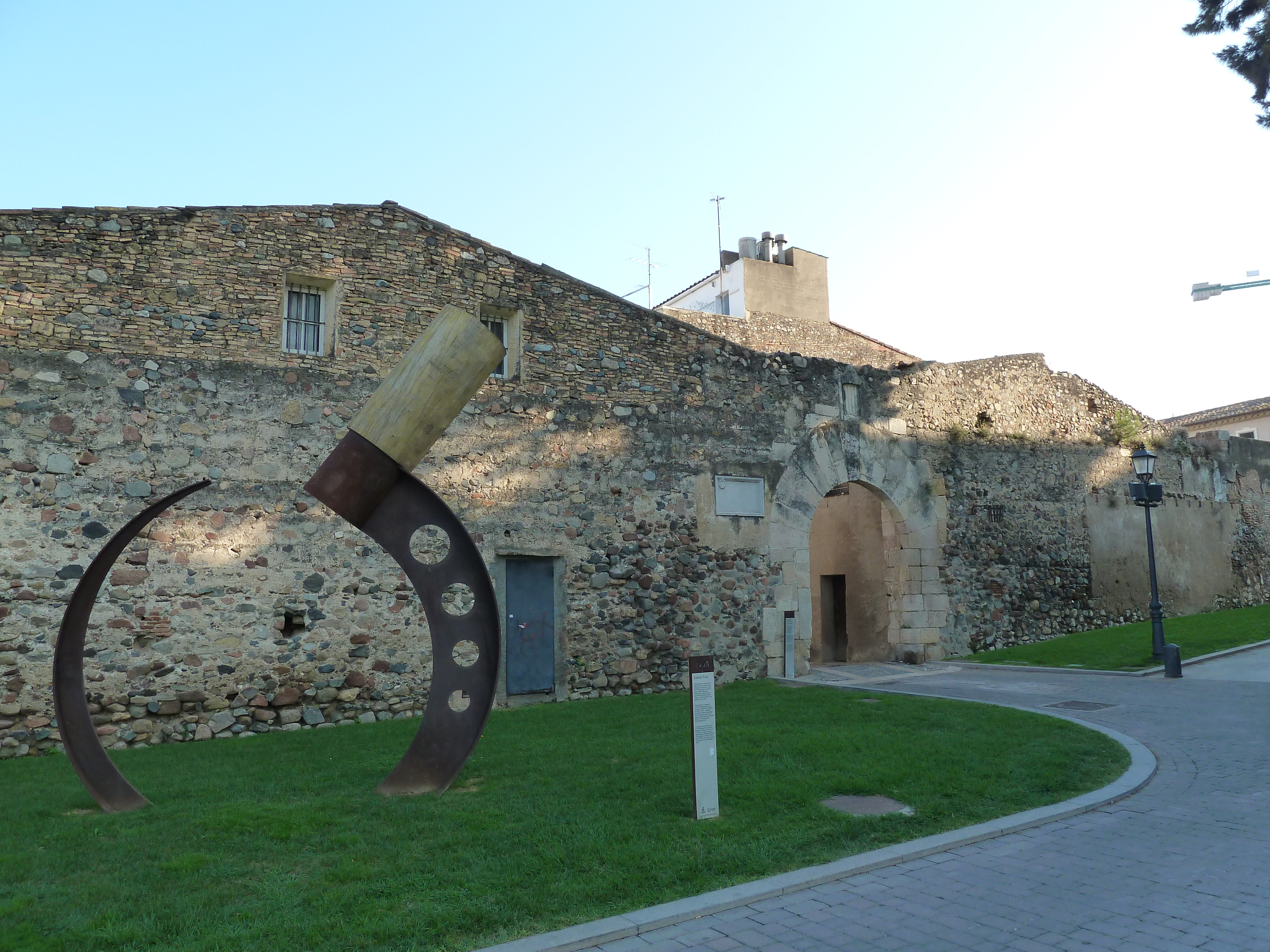
Muraille et porte de la rue Major. Monument au siège de 1640. Cambrils.

Pendant le début de la guerre des faucheurs (ou de sécession de Catalogne), en décembre 1640, les troupes catalanes ont essayé d'arrêter la progression de l'armée royale espagnole, qui venait de Tortose. Ils ont essayé au col de Balaguer (dans la municipalité de Vandellos) ; et après à Cambrils. Le 12 décembre 1640, Cambrils a été assiégé par les troupes royales commandées par le marquis de Los Vélez. Les défenseurs de la ville, environ 3 000 soldats et des miliciens, avec 2 canons, dirigés par Antoni d'Armengol, baron de Rocafort de Queralt, ont refusé de rendre la place forte de Cambrils et durent faire face à une armée composée de 23 000 soldats d'infanterie, 3 100 de chevalerie et 24 pièces d'artillerie. La 14 décembre, la ville qui avait résisté aux attaques et bombardement, ainsi que plusieurs épisodes d'armes tels que par exemple l'assaut au couvent des Frères Augustins, fut forcée à la capitulation de la place. Au moment de la reddition et de la sortie hors des murailles de la milice, entre 600 et 1 000 des défenseurs catalans furent massacrés par les soldats royaux. Et plus tard, les chefs de la défense de Cambrils et les autorités locales ont été sommairement exécutés et leurs corps pendus sur les portes et les murs de la ville. La cruauté des troupes espagnoles pendant le siège de Cambrils a reçu critiques, même parmi les officiers de leur armée et galvanisèrent encore plus de sentiments de lutte des Catalans, qui quelques semaines plus tard vaincront cette armée royale sur la montagne de Montjuich, à Barcelone.
En 1645, Cambrils protestait pour les nouveaux mauvais traitements reçus des soldats; et en 1650, devant ses côtes, des forces terrestres et six vaisseaux castillans ont empêché le débarquement de la flotte franco-catalane destinée à renforcer la défense de Tortose, qui finalement dut se rendre au mois de décembre de cette année.
En 1710 à la réunion de la Commune du Camp, durant la guerre de succession d'Espagne, Cambrils s'est déclaré partisan de l'archiduc Charles III d'Autriche au trône d'Espagne.
En janvier 1799 cinq bateaux anglais ont débarqué à Cambrils et ont rendus inutilisables les canons de la tour du Port et ont essayé de bombarder la ville ; les habitants ont eu à fuir et les miliciens locaux se sont armés. Avec le secours de l'infanterie et la cavalerie de Tarragone et de Reus, ils ont fait fuir les Anglais, qui ont pu emporter quatre barques de pêche.
En 1811, durant la guerre d'indépendance espagnole (1808-1814), la ville a été occupée par des troupes françaises sous la conduite de Pierre-Joseph Habert, qui assiège la ville et place forte de Tarragone. En 1813 les Français ont été battus par des troupes anglo-espagnoles près de Cambrils.
Tout au long du XVIIIe siècle et au commencement du XIXe, Vilafortuny fut un endroit inhabité. Dans la première moitié du XIXe siècle (1846), Vilafortuny a été administrativement incorporé avec d'autres anciens domaines féodaux (Mas d'en Bosch et Vilagrassa) à la municipalité de Cambrils. Le lieu de Vilafortuny, à partir de ce moment, a commencé à se repeupler ; il disposait à nouveau de quarante habitants stables.
En 1874, durant la troisième guerre civile carliste, des troupes carlistes ont incendié le tribunal et le conseil municipal ; de plus, elles ont brûlé et pillé diverses maisons et ont assassiné trois libéraux. Quelques jours plus tard, ces troupes retournèrent contre la ville, mais les habitants offrirent une forte résistance et réussirent à obliger les attaquants à fuir.
Durant la guerre civile (ou guerre d'Espagne), entre 1936 et 1939, Cambrils a été successivement bombardé par l'aviation franquiste et fasciste italienne. La population civile a eu à construire  divers refuges antiaériens au centre de l'actuelle zone ancienne de la ville, qui de nos jours peuvent être en partie visités. Tout au long du conflit, il y a eu divers détachements militaires dans sa limite municipale, comme un centre d'instruction de recrues au Parque Samà; des troupes des brigades internationales dans le château de Vilafortuny; et un hôpital de sang pour s'occuper des blessés au front dans la maison-couvent de Saint-Joseph, qui bien qu'elle se trouve dans la commune de Viñols et Archs, était gouvernée par la municipalité de Cambrils. Le long de la côte, l'armée républicaine espagnole a fait construire diverses fortifications, bunkers et des casemates en béton pour placer des nids de mitrailleuses et des positions d'infanterie pour éviter des débarquements ennemis.
Le 18 août 2017, probablement en lien avec l'attentat du 17 août 2017 à Barcelone, une voiture fonce dans la foule blessant six civils et un policier. Les cinq occupants du véhicule ont été tués par la police.

## Démographie
La population (cambrilencs) avait au Moyen Âge 161 foyers en 1339, 197 en 1378, 157 en 1497, durant la Renaissance, 235 en 1553 et 193 en 1563. La croissance démographique fut importante le long du XVIIIe siècle. Cambrils avait 228 maisons en 1708, 240 en 1719 et en 1763 et 376 en 1773, avec 671 h en 1719 et 1 639 en 1787. Cette augmentation fut soutenue jusqu'à moitié du XIXe (2 306 habitants en 1842) ; en 1857 la population descendit à 2140 habitants et remonta déjà pendant le dernier quart du siècle (2844 habitants en 1897).
À cause du développement du port et de l'agriculture premier, puis de l'essor touristique, la population de Cambrils a grandi constamment au long du XXe siècle. Un grand pourcentage de cette croissance est provoqué par l'immigration andalouse et du centre de l'Espagne jusqu'aux années 1980, et plus tard d'autres pays voisins et ainsi que sud-américains au début du XXe siècle. Ainsi, il y avait 2 653 habitants en 1900, 3 783 en 1930, 4 761 en 1966, 7 313 en 1970, 11 136 en 1981, 14 571 en 1991, 21 000 en 2001 et 26 209 en 2005. En 2010, 33 500 habitants ont été recensés, et ainsi Cambrils est devenu la deuxième commune plus peuplée du canton administratif du « Baix Camp » (après Reus), et la troisième de la comarque naturelle du Camp de Tarragona.

## Économie
Pendant beaucoup d'années les activités principales économiques de la commune ont été la pêche et l'agriculture. Cependant le principal moteur économique de Cambrils est le secteur des services (surtout commerce et tourisme) depuis les années 1960.
Cambrils est considéré comme la Capitale Gastronomique de la Côte Dorée (la Costa Dorada). Il dispose de 60 restaurants, dont  certains d'une renommée internationale et des signes distinctifs d'étoile « Michelin », comme le restaurant Can Bosch et le restaurant Diego, ainsi que de nombreux bars, snack-bars, terrasses, glaciers, etc.

### Secteur primaire

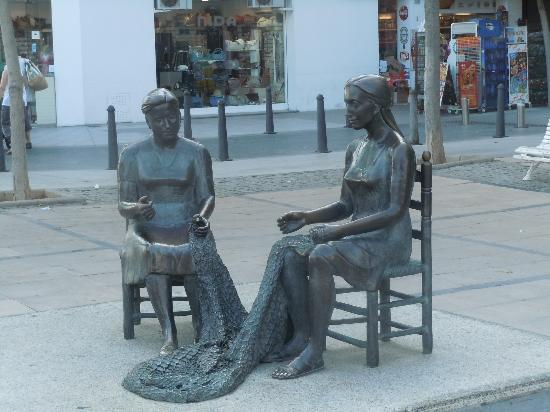
Des statues des couseuses, les femmes des pêcheurs qui réparaient les réseaux de pêches. Cambrils.

les deux activités économiques que Cambrils ont caractérisées étaient traditionnellement l'agriculture et la pêche. Mais en 2001 les activités du secteur primaire donnaient un travail qu'à 5,66 % de la population occupée.
Agriculture :
Au XIXe siècle les cultures principales les caroubiers, les céréales, l'olivier et la vigne, dédiée pratiquement complètement à l'obtention d'eau - de - vie. Actuellement et dès la moitié du XXe siècle il a été rapide et constant le développement de l'irrigation, qui a été consolidée grâce à l'abandon des terres côtières, qui étaient dédiées au terrain non irrigué et qui ont été mises à profit en partie pour la construction d'édifices touristiques. Les propriétaires de ces terres ont acheté les autres dans l'intérieur et les ont changées en terres d'irrigation, et cela a fait que les arbres fruitiers et les produits d'horticultures se sont mis à faire partie principale de l'économie agricole de la commune. La culture de la vigne et noisetier vont chaque fois de moins en moins. La culture de noisetiers n'a pas été capable de surpasser la guerre de prix de l'importation en Europe des noisettes turques car celle-ci sont d'une moindre qualité), et bien qu'il y a encore des caroubiers, ce qui a augmenté d'une forme spectaculaire c'est la culture d'oliviers (ils produisent de l'huile avec l'appellation d'origine Siurana qui a une qualité unique et exceptionnelle dans sa variante estra vierge fruitée).
En ce qui concerne l'élevage, il faut souligner l'aviculture et l'élevage de bétail porcin et des lapins. La gestion du marché agraire de la commune dépend de la coopérative agricole, qui, fondée en 1920, se maintient encore très active, ayant obtenu de divers prix et reconnaissances sur les plans national et international.
Pêche :
En 1845 s'occupaient de la pêche 32 bateaux et 128 hommes, lesquels pêchaient, basiquement pour le commerce régional. En 1917 les formalités se sont initiées pour les œuvres d'améliorations et l'agrandissement du port de Cambrils, qui n'a pas commencé jusqu'à 1933. Malgré le fait que le secteur a subi une récession, en 2005 des captures ont été réalisées avec un poids de presque 2 648 tonnes, près de 18 % plus que l'année antérieure, et une valeur supérieure à 7 millions d'euros, commercialisée par la confrérie locale des pêcheurs.

### Secteur secondaire
Durant le Moyen Âge jusqu'au XIXe siècle, il y avait de nombreux artisans à l'intérieur de la ville. Au XIXe siècle l'industrie était déjà présente à la municipalité. En 1846 y avait quatre fabriques d'alcool, quatre moulins de farine, six moulins d'huile et deux fabriques des briques, des petits ateliers de toute part. Actuellement, la même pêche et l'activité nautique sportive ont généré des industries subsidiaires, comme fabriques de glaces, d'appareils de pêche et quelques ateliers navals. Il y a aussi des diverses fabriques, des industries du meuble, du métal et du verre, etc. En 2001, 12,27 % des occupés travaillaient dans l'industrie, alors que 15,64 % le faisaient dans la construction. Les entreprises de constructions et leurs auxiliaires sont arrivés à être les plus importantes pour l'économie de la villa, poussée par le secteur touristique et celui-là de services, depuis dernières décennies du XXe siècle.

### Secteur tertiaire

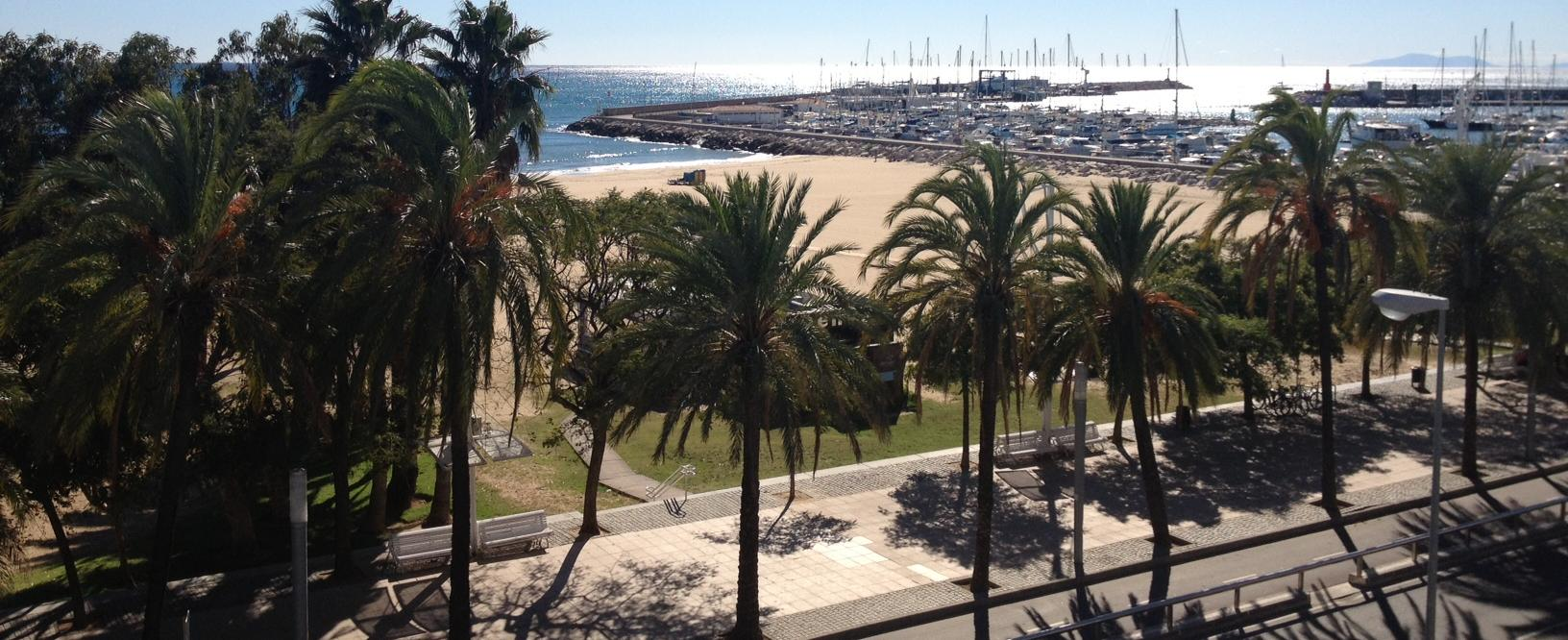
Vue de la promenade maritime du levant, plage du Réguéral et port. Cambrils.

L'impulsion touristique le long de la région, inclus la comprise à l'intérieur de la Costa Dorada, a été le facteur principal qui explique la transformation de l'économie basiquement agraire et la pêcherie de la commune dans l'autre caractérisée par le développement du commerce et des services. En 2001, le 66,43 % des occupés s'occupaient du secteur tertiaire. Il se dispose d'une offre commerciale variée, avec deux marchés municipaux fixes et un marché hebdomadaire, célébré le mercredi. Par juin il a lieu la foire de Cambrils, de caractère multisectorial. L'enseignement est couvert jusqu'au baccalauréat et se dispose de l'école d'Hôtellerie et  du tourisme. Le secteur administratif est aussi important, tant pour ce qui fait l'administration publique, comme de nombreuses entreprises privées de gestions administratives, immobiliers, banques, etc. Le tourisme a aussi favorisé la construction de nombreuses installations sportives, entre lesquelles se font remarquer le stade municipal et le palais municipal du sport, en plus du port de Cambrils (avec le club Nautique de Cambrils). Il y a aussi une ample offre de logement (de nombreux hôtels, campings, appartements touristiques). Cambrils a aussi l'un des plus importants nombres d'établissements de restauration de la Costa Dorada.

## Voies de communication et transports
Cambrils est une ville bien connectée. Les axes de communication et moyens de transport sont nombreux.

### Transports routiers
Routes :
- L'autoroute à péage : AP-7 de Barcelone à Valence.
- Autorail (route nationale à 4 voies) : A7 : de Barcelone à Cadix.
- La route nationale N340 : une bonne partie a été remplacée par l'autorail A-7. Le reste des tronçons antiques, qui étaient propriété de l'État, sont maintenant au conseil municipal de Cambrils.
- Route T-312 : de Cambrils à Montbrió del Camp
- Route T-314 : de Reus au parc Samà et à la route T-312.
- Route T-325, connue populairement comme Vial de Cavet : la route urbaine que par l'intérieur Cambrils unit avec Salou.
- Route TV-3147, connue aussi comme Avenue la Députation qu'il unit par le littoral Cambrils avec Salou.
- Route TV-3141, connue populairement comme route de la Miséricorde : qui  unit Cambrils avec Reus.

Transports publics :
Les moyens de transport public à Cambrils sont : 
- le taxi : il dispose de service de taxis. Il y a des nombreux arrêts de taxi par tout le centre urbain, bien que les principales sont dans la confluence de la promenade Jaume I avec l'Avenue Diputació et avec le port de Cambrils ; et aussi à la gare de voie ferrée.
- Une station de bus existe dans Cambrils, pour les lignes régulières de transport de voyageurs.
- Des autobus réguliers urbains : il dispose de 2 lignes de transport régulières urbain.
- D'autres lignes et services de transport réguliers de transport interurbain en autobus bus :
  - Entreprise d'autobus Bus Plana est la société tarragonaise des autobus. Transferts à partir de l'aéroport Reus à La Pineda, Salou, Hoteles P.Aventura et Cambrils. Aéroport de Barcelone à La Pineda, Salou, Hoteles P.Aventura, Cambrils et Tarragone. Il propose aussi des sorties par ligne régulière à Barcelone, Cambrils, Mercado de Bonavista, Port Aventura, Reus, Salou et Tarragone, et d'autres voyages.
  - Entreprise d'autobus Hife, SA (Hispano de Fuente de Segura, SA)

### Transports ferroviaires
Il y a une gare de l'entreprise publique RENFE, sur la ligne Barcelone - Valence. Actuellement, la gare est placée en plein centre urbain. La future gare et  les lignes de chemin de fer sont depuis quelques années en pleins travaux ce qui permettra la déviation de la ligne qui contournera la zone urbaine du côté Nord. Par cette future ligne pourra circuler une forme plus efficiente de train : les trains du type Euromed, qui amélioreront dans un avenir proche les communications et le transport de passagers le long du littoral méditerranéen. La gare sera située au Nord du centre ancien de la Ville, près de la zone sportive municipale dédiée football et de la future gare de bus.

### Aéroports
- À 12 km l'Aéroport de Reus.
- À 105 km l'Aéroport de Barcelone.

### Ports
Cambrils dispose d'un port, bien que pour le transport de passagers, il ne dispose seulement que des services ludiques des bateaux-mouches, ou la location de catamarans. Le port de marchandises et de transport pour voyageurs le plus proche est celui de Tarragone, à 20 km de distance.
D'autres ports de plaisance proches : 
- à 6 km celui de Salou.
- à 14 km celui de l'Hospitalet de l'Infant
- à 20 km celui de Tarragone
- à 32 km celui de Torredembarra

Le port de Cambrils

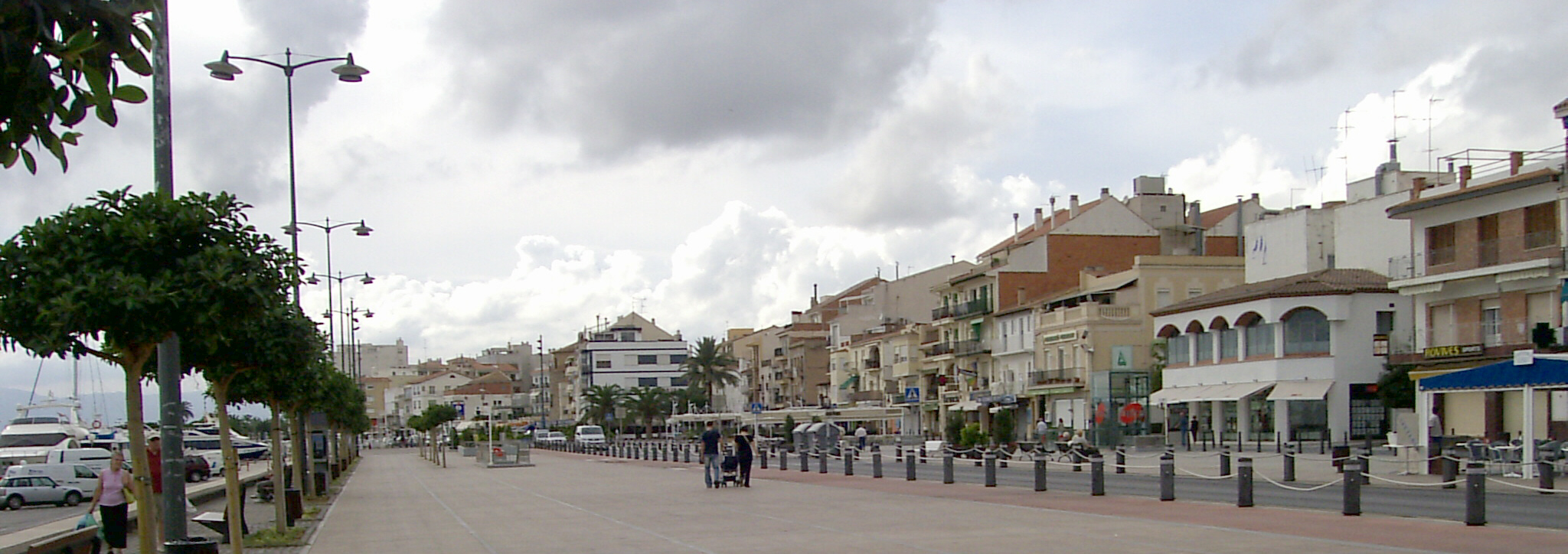
Promenade de Miramar, sur le port.

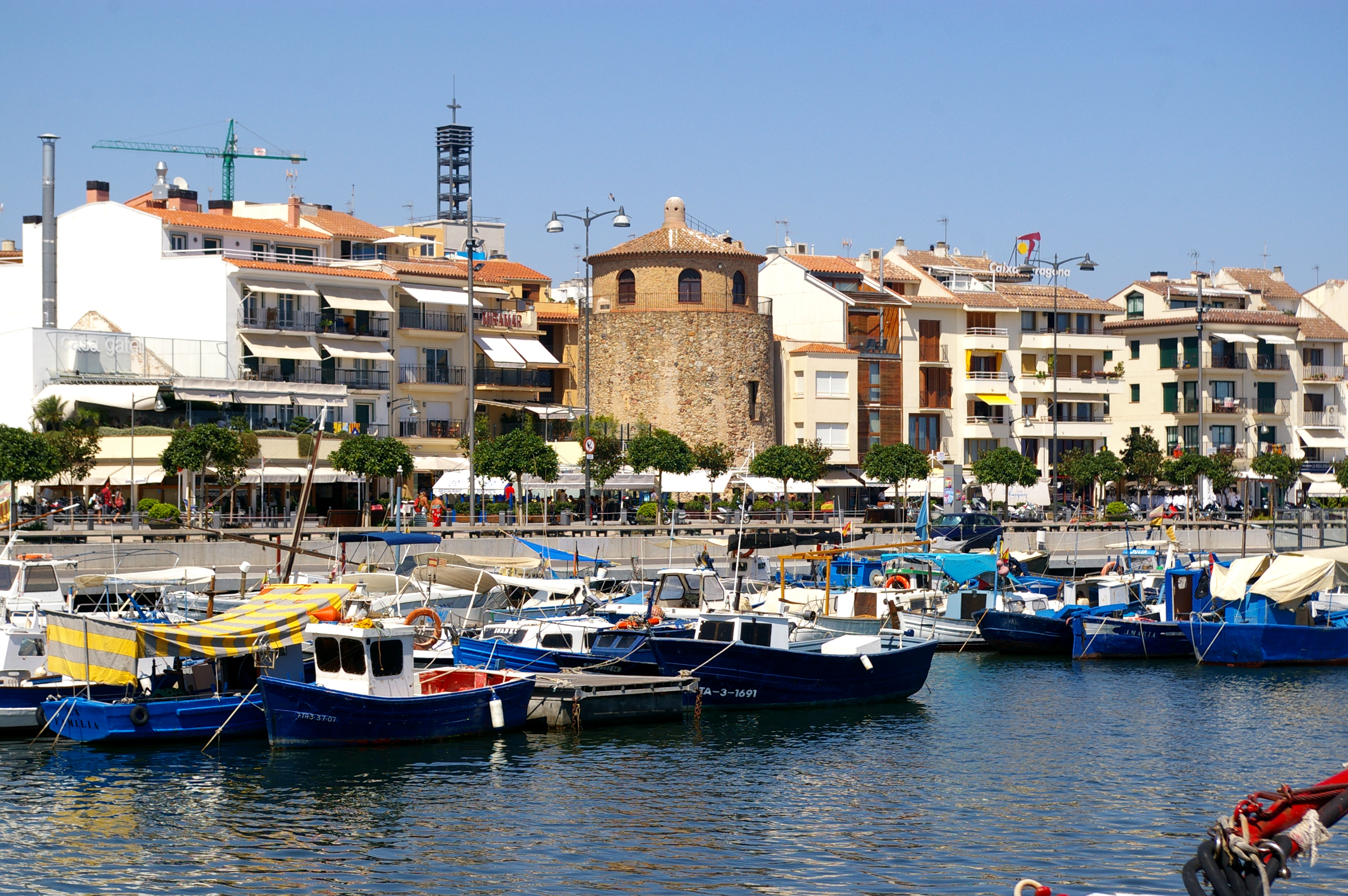
Quai de la rive, tour du port, et des embarcations. Port de Cambrils.

Le port de Cambrils était sur une plage depuis le Moyen Âge jusqu’à la moitié du XXe siècle, prés de la bouche de la rivière d'Alforja. C’était un port très actif, et par exemple, en 1229, une partie de la flotte catalane sortit de Cambrils, ainsi que de Salou et de Tarragone, pour la reconquête de l'ile de Majorque aux musulmans. Durant les XVIIIe et XIXe siècles, le port a eu une certaine importance pour être un lieu de sortie des produits agraires de toutes les contré du camp de Tarragone et des montagnes du Priorat et de l'ancien comté de Prades. Ainsi, au milieu du XIXe siècle, les produits qui étaient exportés étaient surtout du vin, de l'eau-de-vie, des légumes et des fruits. Il y avait aussi une trentaine d'embarcations de pêche avec 128 membres de l'équipage. L'expansion du port de Tarragone et le manque de digues de protection du port de Cambrils, a signifié son déclin, qui à la fin du XIXe siècle n'avait plus déjà de douanes, et les mouvements marchands ont été réduits à l'expression minimale.
Au début du XXe siècle, il était devenu nécessaire de construire un port pour se réfugier. La régression des plages de Cambrils mettait en danger les maisons du quartier de la Marine chaque fois qu'il y avait une tempête, et beaucoup de vies et de barques ont été perdues, comme le 31 janvier 1911, quand 15 pêcheurs de Cambrils mouraient à cause d'un violent orage. Le premier projet a été rédigé en 1918 et un second en 1921, lequel contemplait une seule digue de 375 mètres à l'ouest. Ce projet n'a pas eu l'assentiment des habitants de Cambrils étant donné qu'il était considéré qu'il ne protégerait pas le port et son quartier convenablement. En 1927, comme mesure d'urgence, une petite pointe de quai est construite avec six jetées sur la même plage en face du quartier pêcheur.
Avec l'arrivée de la Seconde République espagnole, le ministre Marcelino Domingo promet à Cambrils la construction du port, et fait rédiger un nouveau projet en 1931, qui est finalement approuvé. Ce projet contenait la construction de deux quais, aux deux extrémités du quartier de la Marine, en forme des bras convergents. Les travaux ont commencé en mai 1933, et ont duré jusqu'à 1957. La Guerre Civile (1936-39) a supposé une paralysie du chantier, et les travaux ont continué à partir de 1941 en modifiant le projet original avec la prolongation du quai de levant.

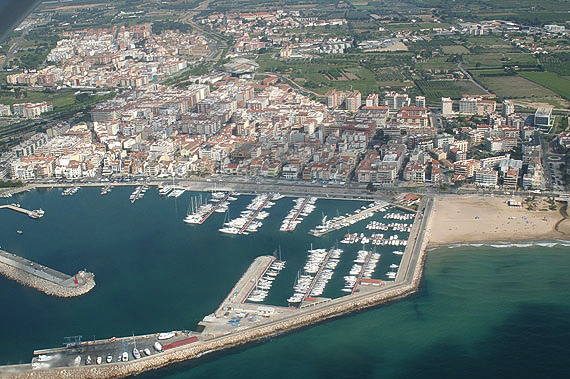
Vue aérienne du port et quartier de la Marine, au fond la vieille ville à Cambrils.

À partir des années soixante, une partie du port fut destinée comme port de plaisance, dont la gestion est assurée par le club Nautique de Cambrils.
Les coordonnées générales du Port de Cambrils :
- Un service de surveillance au bureau du port, au Quai du couchant, s/n 43850 Cambrils Tel. 977 360 359 - Fax 977 360 359 - port.cambrils@gencat.cat
- les conditions générales : les coordonnées géographiques: 41° 03′ N, 1° 03′ E
- les vents : Mistral (N-O), le Levant (S)
- les caractéristiques : entrée du port par la mer : 6,5 m.
- les digues : 2
- le nombre de quais : 13
- longueur de quais : 1 482 m

## Patrimoine

### Patrimoine religieux

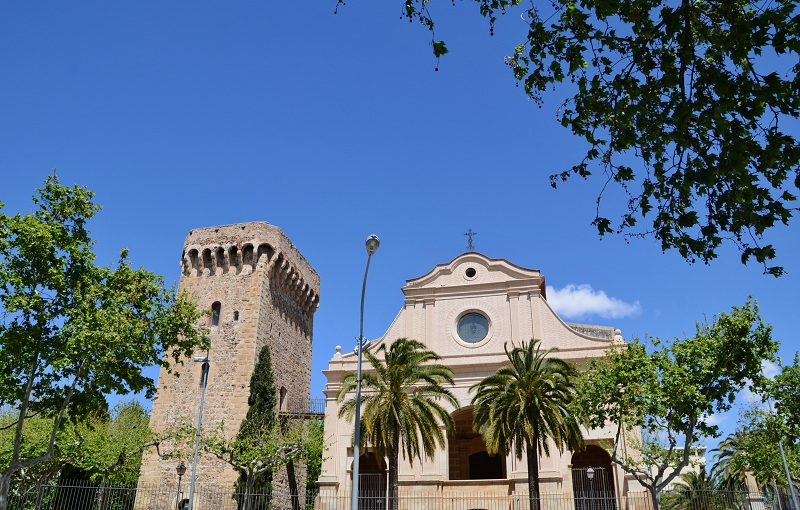
Tour de l'Ermita (actuellement fait partie du musée d'histoire de Cambrils) et église de Notre Dame del Camí (patronne de la Ville).

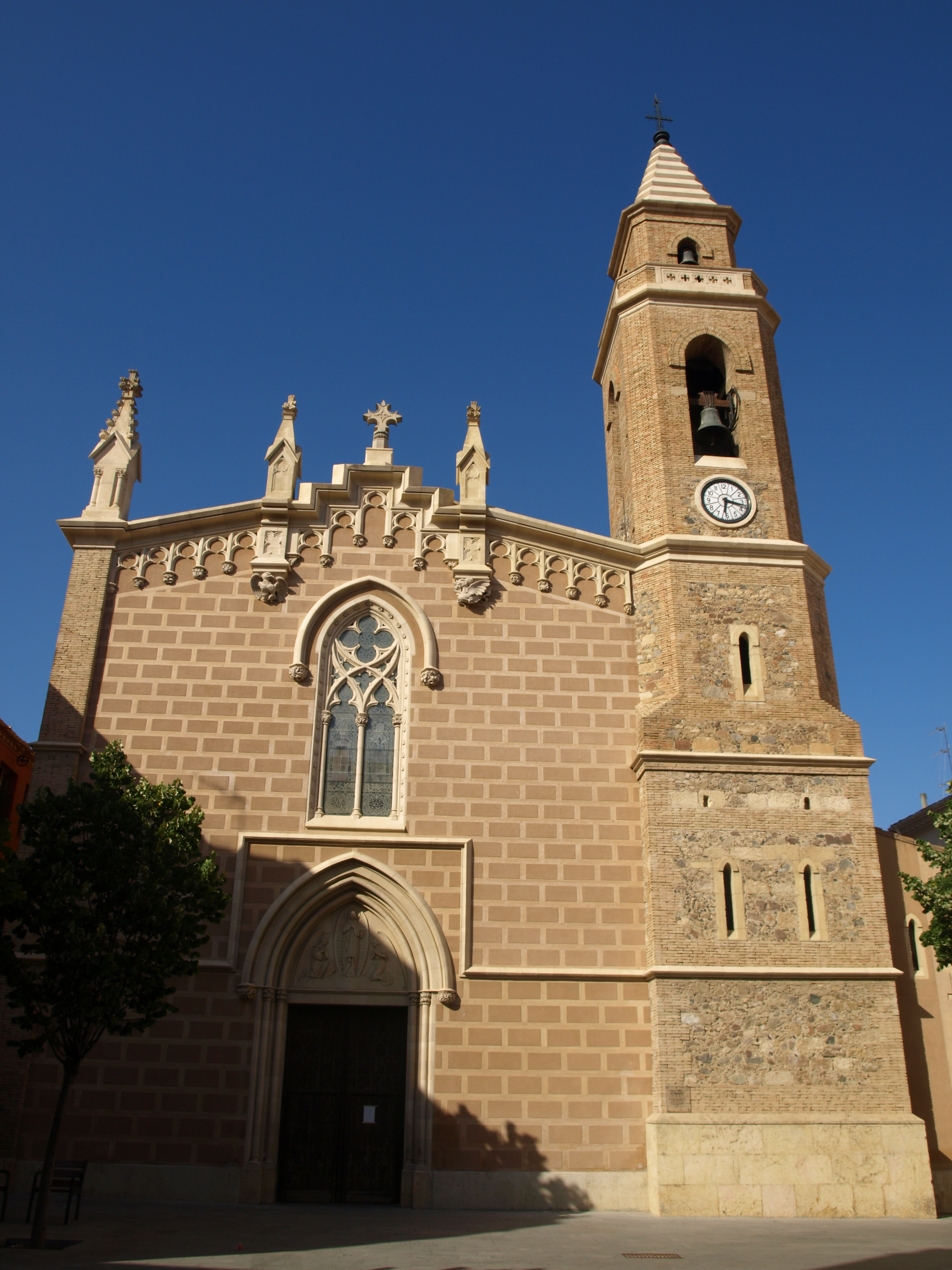
Église de Santa María.

Sanctuaire de la Verge del Camí (la Vierge du Chemin) : connu comme la ermita (« l'ermitage »), car pendant des siècles il était en dehors de la ville et de ses remparts, au milieu des champs de culture ; près d'une tour de défense et de vigilance, et dans la confluence du chemin royale de  reliant Barcelone et Tarragone à Tortosa et Valence; avec le chemin d'accès méridional a la ville fortifiée de Cambrils. Actuellement, il est intégré à l'intérieur du centre-ville. 
Documenté dès le XIIIe siècle, ce temple d'aspect imposant et de proportions harmoniques héberge l'actuelle image de la patronne de Cambrils. Pour les habitants de Cambrils, l'image et le temple sont d'une importance singulière. Le temple a une plante rectangulaire, et est d'un style de la Renaissance tardif avec éléments un néoclassique. L'actuelle église a été construite entre 1704 et 1783 justement au-dessus de l'église médiévale. L'ancienne église médiévale, qui est soigneusement conservée comme crypte souterraine, et actuellement dédiée à une toute espèce d'activités culturelles. Cette crypte a une forme d'une croix latine, avec voûte de canon.
Église paroissiale de la Sainte-Marie de Cambrils : elle existe depuis l'époque médiévale et elle est placée dans le quartier ancien de la « Vila » (la ville en catalan), et elle a été construite et modifiée dans des diverses époques. On y trouve des éléments de style de la Renaissance, baroque et néogothique.
Église paroissiale de Saint-Pierre : dans la zone centrale du quartier du port ou de la marine, la construction a débuté en 1940 et a été inauguré en 1945, d'un style éclectique, d'une plante rectangulaire et elle est dotée d'un vaisseau central et 2 latéraux. Il s'agit d'un temple de construction simple, très conformément à la situation précaire, et les goûts de l'époque de l'après-guerre civile, et sa beauté est basée sur quelques lignes simples et aux jeux de lumières solaires sur son intérieur.
Avant la construction du port, il existait un local de caractère provisoire où le culte liturgique était fait, dans l'actuelle rue de Mossèn Joan Bataille, qui a été détruit en 1936, durant la guerre civile.
Église paroissiale de la Sainte-Marie de Vilafortuny : c'est le temple paroissial le plus moderne des 3 de la population, puisqu'il a été construit en années 1960, et il est d'un style d'Ibiza. C'est un temple de petites dimensions, de plante rectangulaire, qui dispose d'une cour latérale fermée où des actes liturgiques peuvent être célébrés en plein air.
Chapelle du Mas d'en Bosc : édifiée au XVIIe siècle, après la destruction de l'église primitive de Vilafortuny pendant des années, c'était l'église paroissiale de cette zone. C'est l'un des temples les plus antiques qui se conserve dans la population. Un vaisseau se fréquente d'un édifice simple, de dimensions réduites, d'une seule avec arcs de pierre, couverte de bois à deux versants, et une abside semi-circulaire avec contreforts.

### Patrimoine civil et militaire

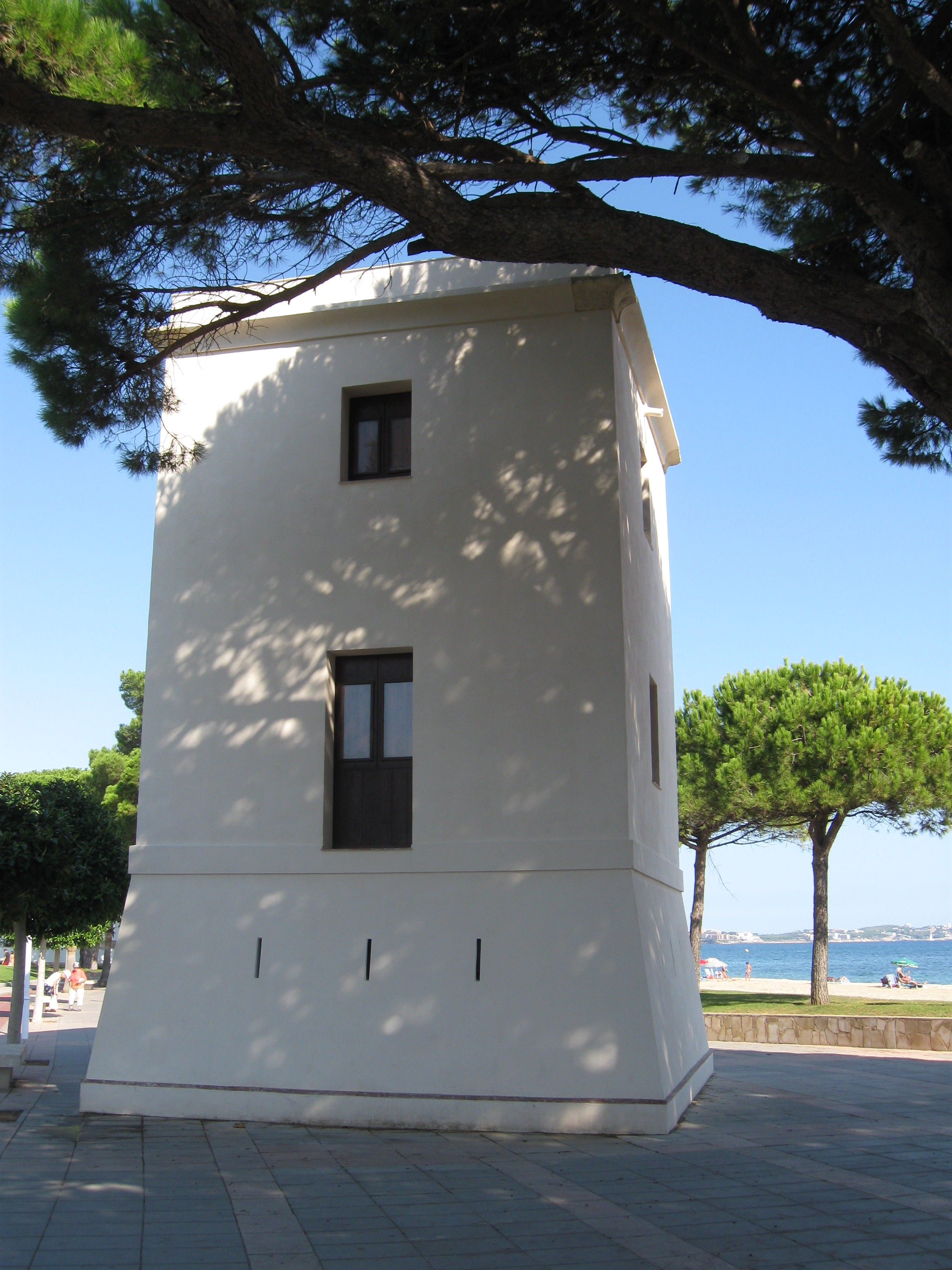
La tour de l'Esquirol. Cambrils.

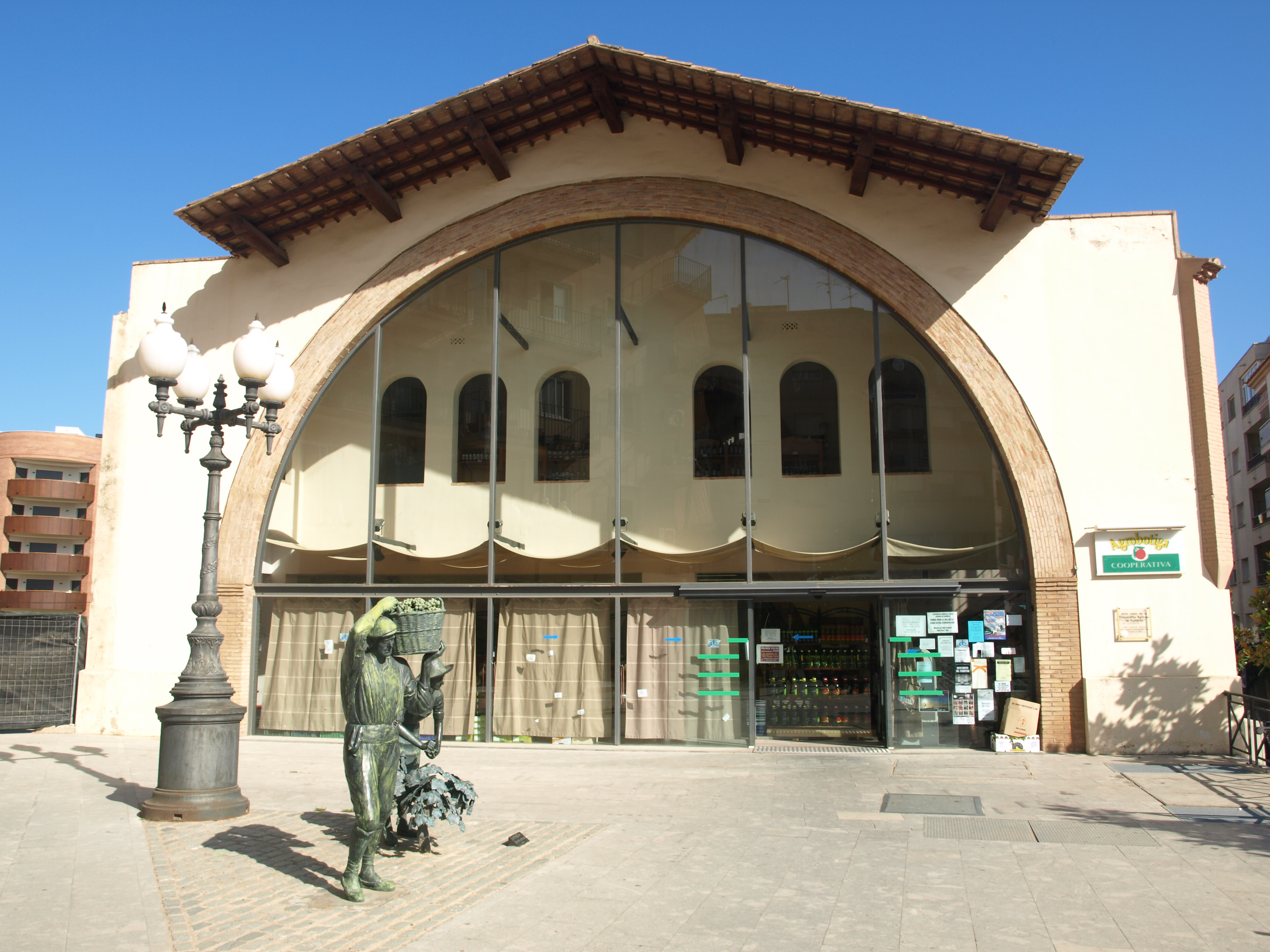
Ancienne Coopérative agricole, actuellement agroboutique et musée agricole.

Villa romaine de la Llosa : l'histoire du propre gisement s'initie en 1980 quand il a été trouvé à la suite du développement du Plan d'urbanisation dans ce secteur. Le Conseil municipal de Cambrils a considéré opportun d'arrêter les travaux du polygone jusqu'à ce que les prospections archéologiques déterminent l'intérêt des vestiges. Beaucoup de jeunes du monde entier se sont relayés dans les camps de travail d'archéologie de La Llosa. L'un des faits les plus importants a été la fixation de la chronologie du gisement qui a été limitée entre le Ier siècle av. J.-C. jusqu'au VIe siècle apr. J.-C. De plus, on a trouvé de diverses phases d'utilisation de l'espace occupé par le gisement, depuis une fabrique possible de salaisons, dans un lieu de résidence, de fours, des restes de thermes privés ou d'une petite nécropole bas-impériale. Toute ceci est important pour connaître l'occupation romaine du territoire qui entourait la ville de Tarraco (Tarragone), ainsi que de la présence dans La Llosa d'une famille avec un statut social élevé, qui résidait près de la mer.
Tour de l'ermite : défense militaire du XIVe siècle, elle est à côté sud de l'église de la Vierge du chemin. C'est une tour de défense et de vigilance de style gothique militaire. La première notice documentée de la tour date de 1375 et se trouve dans un document du roi Pierre III de Catalogne (IV d'Aragon). Elle a une plante rectangulaire; couronnée des créneaux, qui furent plus tard transformée par de petites ouvertures pour les fusils de l'époque des guerres des carlistes (XIXe siècle). Cette tour permettait autant une position avancée de la ville fortifiée, comme d'une observation de la côte, comme du chemin royal. Par la suite durant le XIXe siècle, grâce à sa hauteur il a été utilisé aussi centre de transmission de signaux télégraphiques et visuelles. Faisant actuellement partie du musée d'Histoire de Cambrils, on peut actuellement visiter l'exposition le « lieu appelé Cambrils » qui réunit une documentation, des maquettes et des photographies comme témoignages de l'importance de la ville de Cambrils à l'époque médiévale. De plus, aussi quelques objets peuvent être contemplés, comme les blasons en pierre plus antique que connaissent de Cambrils.
Tour du port : c'est l'un des édifices les plus connus de Cambrils, puisque depuis l'apparition du tourisme elle est toujours liée à l'image qui veut être projetée de la ville. C'est une tour construite au XVIIe siècle durant l'époque d'attaques de pirates turcs et algériens, qui servait de protection à l'actuelle zone du port. Elle est passée dans des mains privées en 1894 et après presque un siècle, a été acquise par le Conseil municipal de Cambrils en 1993. À partir de 1995, diverses opérations de réhabilitation ont été réalisées à l'initiative du Conseil municipal de Cambrils avec l'aide de la députation du département de tarragone, de la généralité de catalogne et de l'Union Européenne. La tour, dite aussi des Maures, est ronde avec un premier étage avec voûte où a été conservée la porte d'entrée d'origine de l'édifice. À l'époque, pour entrer dans la tour il fallait le faire par un petit et faible escalier. Le deuxième étage a été construit en 1945 un fruit d'une réforme au goût du propriétaire, couronné par un petit sémaphore. La tour, récupérée par le Conseil municipal de Cambrils, fait partie du réseau d'édifices du musée d'histoire de Cambrils, et est le siège de nombreuses expositions historiques.
Tour de l'Esquirol (de l'écureuil) : aussi connue comme la Tour du Télégraphe ou tour  messagère, est carrée et datée de la première moitié du XIXe siècle. Elle faisait partie de l'ensemble des tours de la ligne de télégraphes optiques ou signaux qui unissait Barcelone à Valence.
Château de Vilafortuny : placé dans la zone centrale de Vilafortuny, il s'agit d'un édifice du XIIe au XIXe siècle, qui a subi de nombreuses modifications jusqu'à son état actuel. Récemment restauré par son actuel propriétaire, il conserve la tour de l'hommage (donjon) et le pont de l'accès à l'enceinte entourée de murailles d'origine médiévale. Initialement, c'était le noyau ou lieu habité de Vilafortuny.
Moulin des 3 eras : un édifice d'origine médiévale, bien que la plante principale actuelle pourrait être des XVIIIe et XIXe siècles, c'est le dernier des moulins de farine de grande capacité qui existaient dans Cambrils. Actionné par l'énergie hydraulique de la rivière d'Alforja, il est au croisement de l'avenue Adelaida avec l'ancien chemin royal de Tarragone à Tortosa. À partir de 1990 est intervenue une restauration importante qui a permis d'en faire de nos jours le siège central du musée d'histoire, avec remise en place et en fonctionnement de l'ancien moulin.
Cave ancienne de la coopérative agricole : elle a été inaugurée en 1921 grâce à l'effort de tous les associés du Syndicat Agricole de Production de l'époque (actuellement, Coopérative et Caisse Rural de Cambrils). L'architecte Bernardí Martorell a commencé à dessiner l'édifice en 1914, avec un style clairement influencé par l’œuvre de Gaudí.
Collège de la Salle : édifice de style néogothique, il a été édifié entre les années 1890 et 1900. Le collège est formé par un grand édifice central divisé en 3 ailes, avec une grande chapelle centrale.
Parc Sama : déclaré Jardin Historique en 1992 par la Généralité de Catalogne, le parc Samá est à environ 5 kilomètres de distance du centre urbain de Cambrils, à l'intersection des routes T-312 et T-314. Il s'agit d'un petit palais assorti d'un jardin de style romantique colonial. Le parc Samá a été dessiné par l'architecte Josep Fontseré et Mestre, avec l'aide de son disciple, Antoni Gaudí. Les opérations de construction ont eu lieu entre 1881 et 1887. Actuellement, le parc occupe une surface de 13,5 hectares, et est formé par un édifice central, diverses dépendances auxiliaires, et un grand parc dans lequel abondent de nombreuses variétés botaniques méditerranéennes, tropicales et subtropicales. Dans le parc, un élément digne de mention est le lac, étang artificiel avec au centre une île dotée d'un splendide observatoire. À l'extrémité sud du parc, sur une  montagne artificielle, se trouve une tour de style néogothique.  Le promoteur du « Parc Sama » était Don Salvador Sama et Torrens, Marquis de Marianao (1861 jusqu'à 1933). Le « Parc » témoigne du goût romantique de l'époque coloniale, puisque le Marquis était successeur d'une famille établie à Cuba ; il a voulu recréer ici l'atmosphère exotique de l'ancienne colonie.

Parc Sama
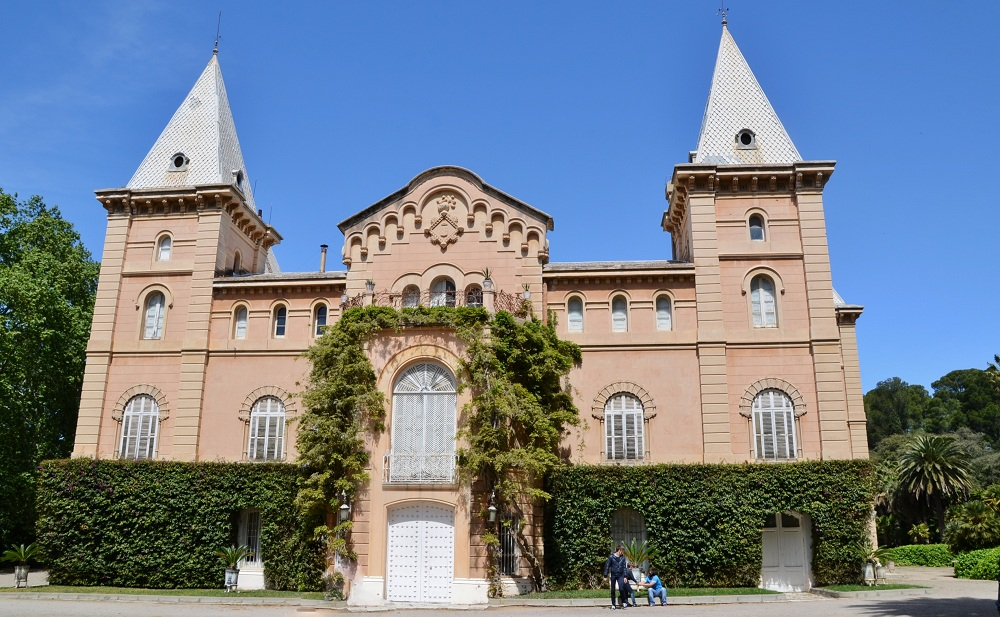
Le petit palais.
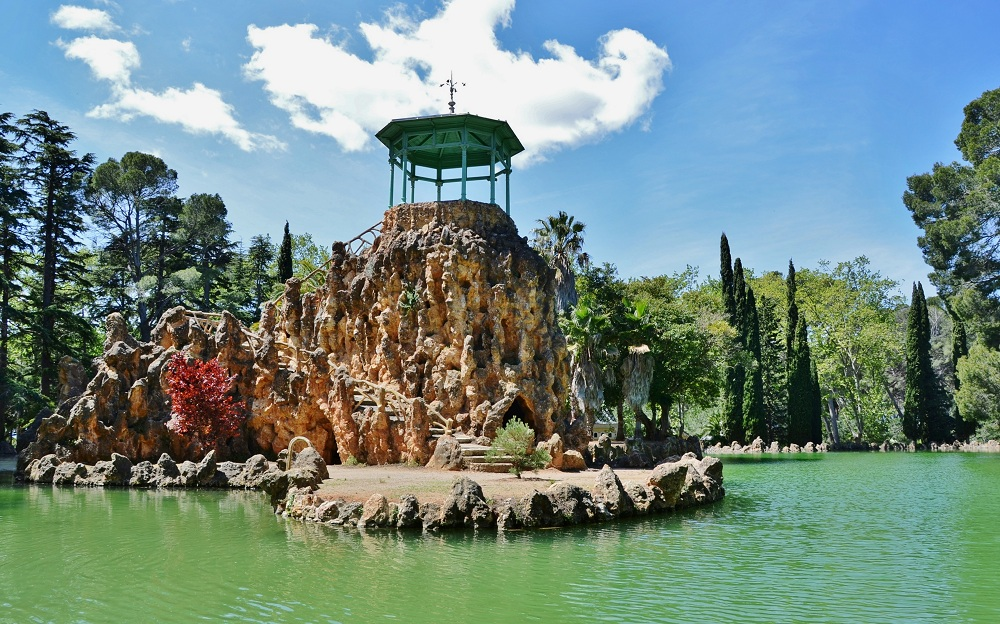
La gloriette et le lac du parc.
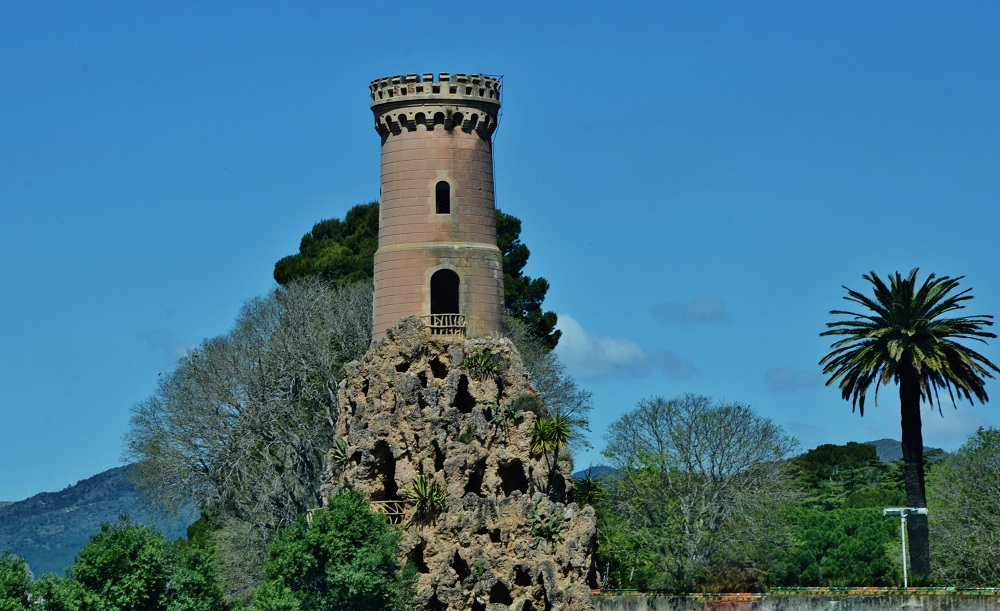
La tour du parc.

### Équipements culturels
- Centre Culturel et Professionnel, 12 rue Sant Placid ;
- Bibliothèque publique municipale, rue d'Alfons I le Cast ;
- École municipale de musique, promenade d'Albert ;
- Bureau local de la langue catalane,  Athénée Juvénile,  Av. Horta de la Sainte-Marie ;
- Casal d'avis (Maison de retraite), promenade de la Salle, croisement rue d'Alfons I le Cast.

### Gastronomie

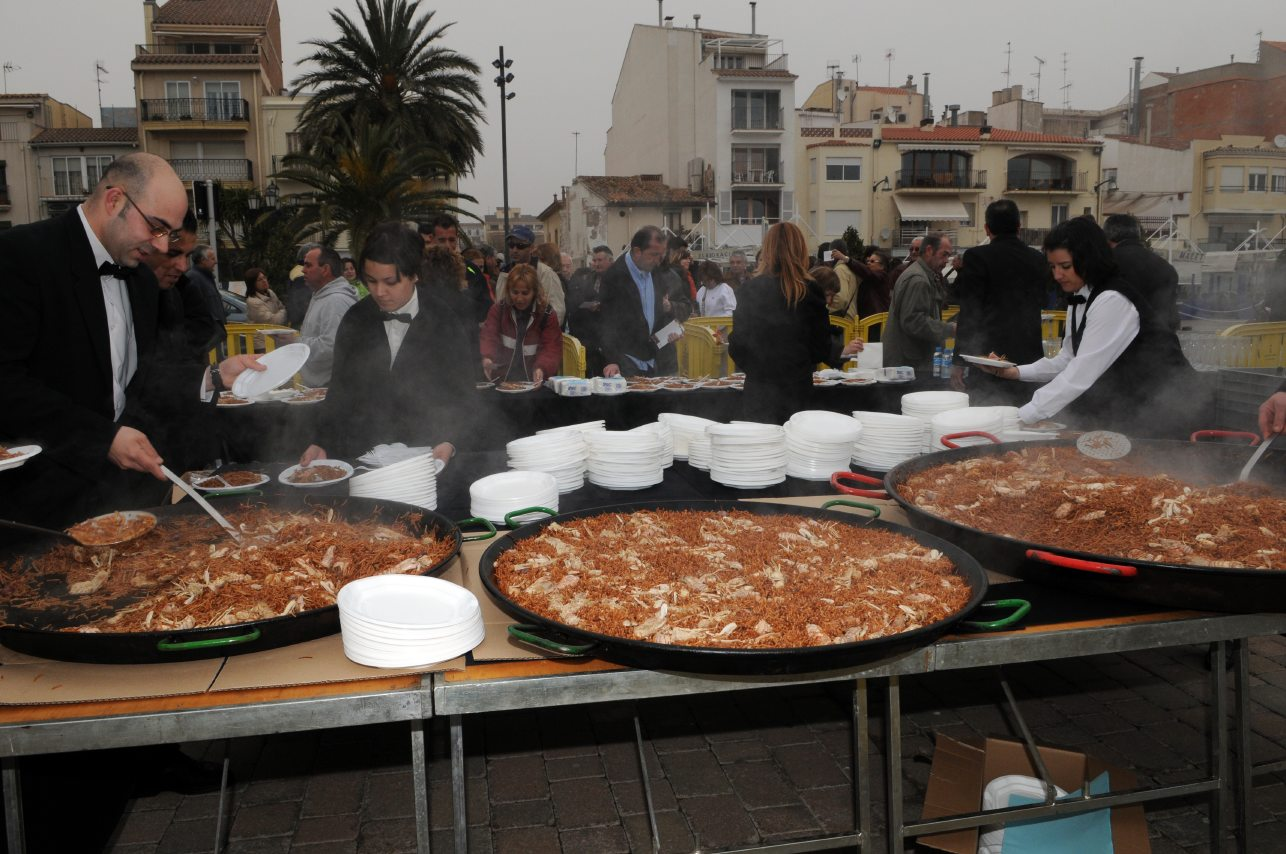
Un moment d'une « galèrade » populaire, au Port de Cambrils, à propos des Journées de la Galère (crevette local).

Cambrils est connue comme la Capitale Gastronomique de la côte « Dorada » à la reconnaissance à la longue tradition d'établissements de restauration placés dans la localité, descendants des anciens  bistrots et tavernes des pêcheurs et d'agriculteurs du commencement du XXe siècle, en passant pour les bars à « tapas » que les touristes fréquentaient, jusqu'aux restaurants reconnus de nos jours, certains d'entre eux distingués avec reconnaissances nationales et internationales comme sont les Étoiles Michelin octroyés depuis déjà des années à certains des restaurants de Cambrils comme le restaurant Can Bosch ou le Restaurant le Rincon de Diego. Les origines de la cuisine de Cambrils remontent au « repas à bord », diner et souper cuisiné par les marins dans la propre barque avec le poisson capturé durant la journée. Cette longue tradition gastronomique de qualité se doit aussi au fait que Cambrils dispose d'une école d'Hôtellerie et de tourisme, unique dans le département. La mer et la terre pourvoient la matière première de la cuisine de Cambrils. Cambrils est une ville de tradition de pêche mais aussi agricole. Une agriculture favorisée par le microclimat, avec des bonnes conditions climatologiques et une plaine fertile où l'on cultive des agrumes, des fruits secs, des artichauts, des pommes de terre, des tomates, des laitues, des courgettes, des pêches, etc., mais aussi et surtout, l'olive et en particulier l'huile d'olive, avec appellation d'origine protégée « Siurana », utilisée majoritairement pour cuisiner et assaisonner les plateaux des restaurants les plus prestigieux de Cambrils et du monde. L'huile de Cambrils a été reconnue et récompensée en différentes occasions dans des congés et concours nationaux et internationaux dans sa catégorie (extra vierge) ; ainsi que récompensée par le Ministère d'Agriculture, de Pêche et d'Alimentation ou encore par le Comité Oleïcole Internacional. L'huile de Cambrils est exportée à travers le monde comme un produit d'une exceptionnelle qualité. Les plats traditionnels de la cuisine marinière typique de Cambrils sont surtout la sauce de romesco, les riz (le riz noir, les « fideuàs », les « paellas »...), les crevettes, les dorades, mais il en existe bien d'autres.
Cambrils est membre fondateur et promoteur de l'Association Espagnole de Destinations pour la promotion du tourisme gastronomique « SAVOURE L'ESPAGNE », une association créée pour développer et pour promouvoir la gastronomie comme produit touristique depuis la matière première jusqu'au restaurant.

## Services publics

### Administration locale

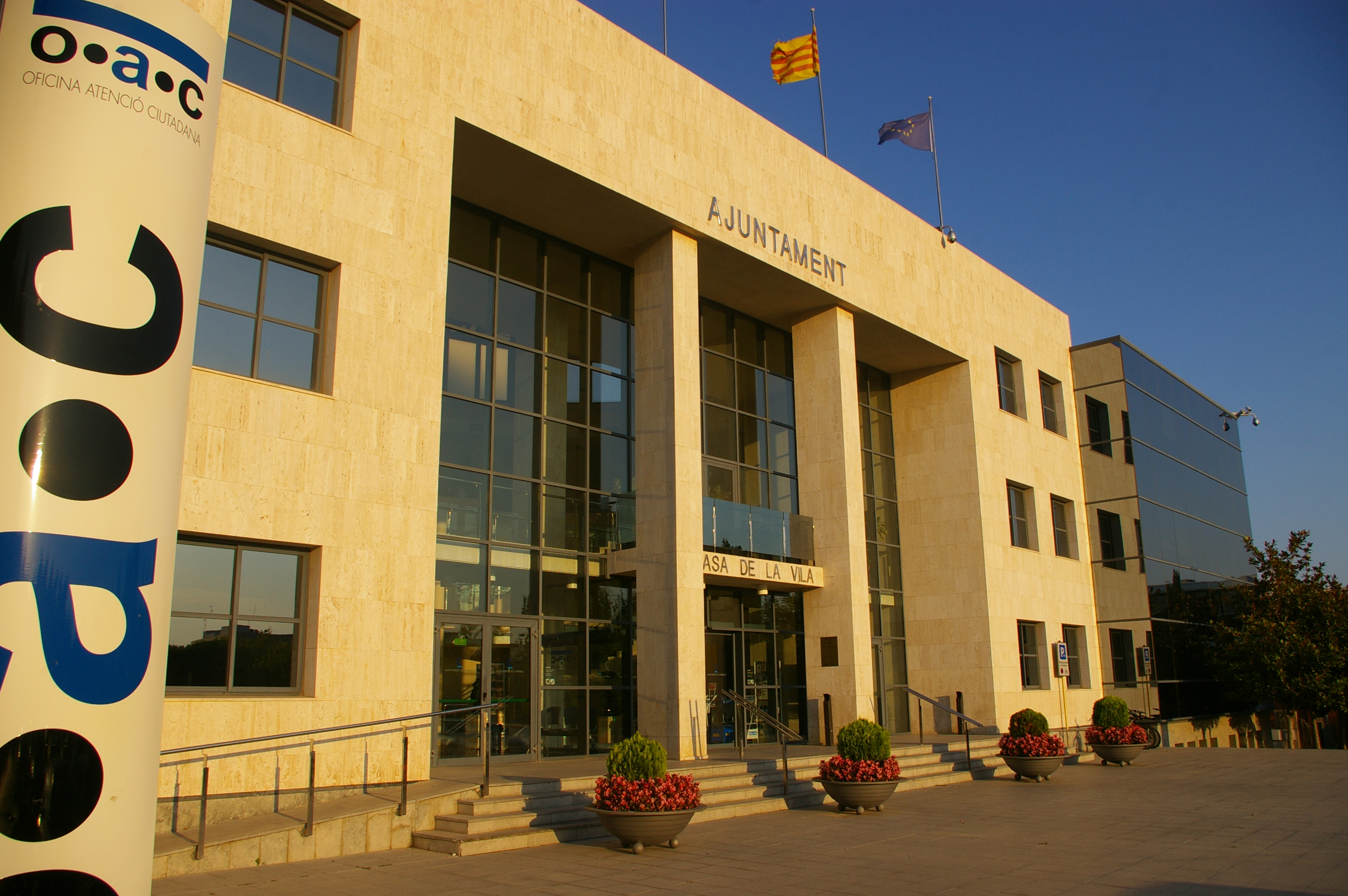
Hôtel de Ville de Cambrils

- Mairie de Cambrils - adresse : Plaza Ajuntament, 4  - 43850  CAMBRILS - site web: http: // www.cambrils.org/

### Forces de sécurité
- Police Local de Cambrils - adresse: Pza. Ajuntament, 4 - 43850 Cambrils - Site Web : http: // www.cambrils.cat/policia
- Police Autonomique de la Generalitat Mossos d'Esquadra - Adresse: Av. Adelaida croisement rue de Rosa Sensat - Cambrils -  Site web: http: // www.mossos.cat /
- Garde Civile - Adresse: rue de Rosa Sensat, 2 - Cambrils

### Lutte contre l'incendie
- Pompiers de la Generalitat de la Catalogne. Adresse: route de Montbrió, Parc industriel de Belianes. 43850 Cambrils

### Services de santé
- Hôpital Léger de Cambrils - Pza. Ajuntament, 2 Cambrils.

### Justice
- Juge de Paix - Adresse: Plaza de L'Espagne, 1 Cambrils.

### Communications et télécommunications
- Correos (Poste et Télégraphes)  Adresse: Av. Vidal i Barraquer, 26 - Cambrils
- Gare des chemins de fer - ADIF et RENFE    Adresse Av. Vidal i Barraquer croisement avec Av. Vierge de Montserrat - Cambrils
- Gare des autobus -  Adresse Promenade de la Salle Av. LLosa - Cambrils

### Services portuaires
- le Club Nautique de Cambrils : promenade de Miramar, 5 - 43850 Cambrils Tel. 977 360 531 le Fax 977 362 654 info@clubnauticcambrils.com
- la Confrérie des Pêcheurs : Moll de ponent, s/n - 43850 Cambrils Tel. 977 360 052 le Fax 977 360 052 confraria@terra.es
- Ports de la Generalitat : Moll de ponent, s/n  - sous le Phare rouge - Cambrils (plus d'information : voir explication relative du port de Cambrils)

### Installations sportives
- Palais Municipal des Sports et Piscine municipale - Adresse: Place Ajuntament, 4 Cambrils.
- Zone polysportive. Installations: Stades Municipaux de Football; une piste d'Athlétisme; une galerie de Tir Olympique; Galerie de tir à l'arc; et rocodrome - Adresse Rue de Charles Darwin, s/n Cambrils
- Champ de Golf "Bonmont. Terres Nova". À 15 km, sur la commune de Montroig del Camp.

### Information touristique
- Office du Patronat Municipal de Tourisme - Promenade des Palmeras - croisement rue de Robert Gerhard et du port - Cambrils

### Commerce et marchés
- Marché hebdomadaire. Il est célébré tous les mercredis, dans les promenades Albert et Millenari, dans le quartier antique de la ville, à Cambrils. Il est l'un des plus visités de la Côte Daurada.
- Le marché municipal "de la Vila". Il se trouve dans le quartier de la Pallisa, près du quartier antique de la ville et du siège du musée agricole, c'est un petit marché couvert du début du XXe siècle, qui fonctionne tous les jours, du lundi au samedi.
- Dans le centre-ville et dans le quartier du port, il y a une grande activité commerciale, avec de nombreux magasins et boutiques, et plusieurs zones piétonnes.

### Foires
- la Foire multisectorielle de Cambrils. Depuis le Moyen Âge se déroule la Foire de Cambrils, actuellement avec une période annuelle, en coïncidence au premier week-end de juin.
- Foire du Cheval de Cambrils. Elle est célébrée environ 15 jours après la Foire de Cambrils.
- Foire nautique. Une année elle a lieu à Cambrils, la suivante à Salou.

## Personnalités liées à Cambrils
- Antoni Gimbernat i Arbós (1734-1816) : chirurgien, anatomiste et professeur de médecine né à Cambrils ;
- Francisco de Asís Vidal y Barraquer (1868 - 1943) : cardinal né à Cambrils ;
- Josep-Lluís Carod-Rovira (1952-) : homme politique d’ERC, ancien vice-président de la Généralité de Catalogne, né à Cambrils ;

## Jumelage
- Cambrils est jumelée avec Miragoâne (Haití).
- Cambrils est jumelée solidaire de Marianao (Cuba)